# أسماك الناخر
أسماك الناخر أو الناخريات (الاسم العلمي Haemulidae)، فصيلة أسماك من رتبة الفرخيات تضم حوالي 133 نوعًا في 19 جنس.